# Gilberto Ribeiro Gonçalves
Gilberto Ribeiro Gonçalves meglio noto come Gil (Andradina, 13 settembre 1980) è un ex calciatore brasiliano, di ruolo attaccante.

## Carriera
Conta 4 presenze con una rete segnata in nazionale.

## Palmarès

### Club

#### Competizioni statali
- Campionato paulista: 2

Corinthias: 2001, 2003
- Torneo Rio-San Paolo: 1

Corinthians: 2002
- Campionato Mineiro: 1

Cruzeiro: 2006
- Taça Rio: 2

Botafogo: 2008
Flamengo: 2009
- Campionato Carioca: 1

Flamengo: 2009

#### Competizioni nazionali
- Coppa del Brasile: 1

Corinthias: 2002
- Supercoppa del Giappone: 1

Tokyo Verdy: 2005
- Campionato brasiliano: 1

Flamengo: 2009